# Donatie van Alexandrië

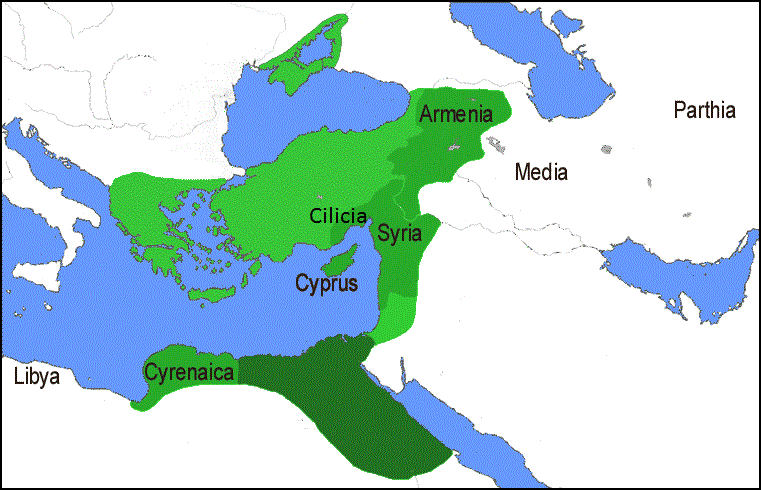
Het rijk geclaimd door Marcus Antonius

Donatie van Alexandrië of het Testament van Marcus Antonius, werd opgemaakt in Alexandrië (Egypte) in het jaar 34 v.Chr. en regelde de verdeling van het Oost-Romeinse Rijk onder de kinderen van zijn geliefde Cleopatra VII.

## Duiding
Alhoewel Marcus Antonius niet getrouwd was met Cleopatra VII, had hij met haar drie kinderen. Zij kon Marcus Antonius warm maken voor de verovering van het Parthische Rijk, ze was namelijk een afstammeling van de Seleuciden. Er wordt ook gesproken van donaties. In 36 v.Chr. had Octavianus, zijn collega, zijn toestemming gegeven, indien hij daarin zou slagen, Parthië bij zijn zone te voegen. Antonius' Romeins-Parthische oorlogen waren een fiasco. Op het eind kon hij wel de koning van Armenië Artavasdes II gevangennemen. Dit gegeven werd afgesloten met een parade en een groot banket in Alexandrië te ere van Cleopatra. 

## Schenking
Gezeten op twee gouden tronen werd de schenking aan de kinderen van Cleopatra voorgelezen.
- Alexander Helios kreeg Armenië, Medië en Parthië (niet eens in hun bezit)
- Zijn tweelingzus Cleopatra Selene II, Cyrenaica
- Ptolemaeus Philadelphus kreeg Syria en Cilicië.

Ptolemaeus XV Caesarion, de zoon van Cleopatra en Julius Caesar werd aangesteld als mederegeerder en kreeg de titel Koning der Koningen. Hij werd ook aangeduid als de rechtmatige erfgenaam van Julius Caesar, hierbij werd Octavianus onterfd.

## Gevolgen
Octavianus uitzinnig van woede, zegde het Tweede triumviraat op, liet het huwelijk van Marcus Antonius met zijn zus Octavia Thurina minor ontbinden en las het Testament van Marcus Antonius voor voor het Senaat in Rome. Wat volgde is de burgeroorlog tussen Octavianus en Marcus Antonius (32-30 v.Chr.).